# Claudio Maniago

Wappen von Claudio Maniago als Erzbischof von Catanzaro-Squillace

Claudio Maniago (* 8. Februar 1959 in Florenz) ist ein italienischer Geistlicher und römisch-katholischer Erzbischof von Catanzaro-Squillace.

## Leben
Claudio Maniago trat nach der Schule ins Priesterseminar von Florenz ein. Der Erzbischof von Florenz, Silvano Kardinal Piovanelli, weihte ihn am 19. April 1984 zum Priester. Von 1987 bis 1994 leitete Maniago als Rektor das Knabenseminar des Erzbistums Florenz, im gleichen Zeitraum gehörte er auch dem Pastoralrat der Diözese an. 1988 berief Kardinal Piovanelli ihn zu seinem Zeremonienmeister. Nachdem er seit 1994 Generalprovikar des Erzbistums Florenz war, wurde er 2001 dessen Generalvikar.
Papst Johannes Paul II. ernannte ihn am 18. Juli 2003 zum Titularbischof von Satafi und bestellte ihn zum Weihbischof in Florenz. Der Alterzbischof von Florenz, Silvano Kardinal Piovanelli, spendete ihm am 8. September desselben Jahres die Bischofsweihe; Mitkonsekratoren waren Ennio Antonelli, Erzbischof von Florenz, und Gualtiero Bassetti, Bischof von Arezzo-Cortona-Sansepolcro. Als Wahlspruch wählte er In manus tuas. Sein Amt des Generalvikars behielt Maniago bis 2014.
Papst Franziskus ernannte ihn am 12. Juli 2014 zum Bischof von Castellaneta. Die Amtseinführung fand am 14. September 2014 statt. In der Italienischen Bischofskonferenz war Claudio Maniago von Mai 2015 bis Mai 2021 Präsident der bischöflichen Kommission für die Liturgie. Am 28. Oktober 2016 ernannte ihn Papst Franziskus zum Mitglied der Kongregation für den Gottesdienst und die Sakramentenordnung.
Am 29. November 2021 ernannte ihn Papst Franziskus zum Erzbischof von Catanzaro-Squillace. Die Amtseinführung Maniagos erfolgte am 9. Januar 2022. Das Bistum Castellaneta verwaltete er noch bis zur Amtseinführung seines Nachfolgers am 15. Juni 2022 als Apostolischer Administrator. Am 29. Januar 2024 wurde Maniago zum Vizepräsidenten der Bischofskonferenz der Kirchenregion Kalabrien gewählt. Im Januar 2025 wurde er in der Italienischen Bischofskonferenz Mitglied der bischöflichen Kommission für die Glaubenslehre.
Seit dem 26. September 2024 verwaltet er zusätzlich das vakante Erzbistum Crotone-Santa Severina als Apostolischer Administrator.